# Osamu Miyazaki
Osamu Miyazaki (Yamaguchi , 23 de enero de 1966) es un expiloto de motociclismo japonés, que disputó el Campeonato del Mundo de Motociclismo entre 1991 y 2002.

## Biografía
Miyazaki debutó en el motociclismo profesional a la edad de 23 años en el ámbito del All Japan Road Race Championship con máquinas de 250 cc y ganó su primera carrera tres años después. A reglón seguido de este éxito, firmó con Aprilia cuando en ese tiempo no era muy conocido en Japón. Se trasladó a Italia en 1996 para disputar el Campeonato del Mundo de Motociclismo.
Su única victoria fue en el Gran Premio de Japón de 2002 de 250cc en el Circuito de Suzuka while con el equipo de Motorex Daytona Yamaha, saliendo desde el octavo lugar de la parrilla de salida y compitiendo con una wildcard.
En 2004, miyazaki volvió al All Japan Road Race en la categoría de 600cc. Creó su propio equipo en 2008 y tomó la pole position al año siguiente en Autopolis, pero sufrió una lesión grave al final de la temporada.

## Resultados en el Campeonato del Mundo
Sistema de puntuación desde 1988 hasta 1991:
| Posición | 1.º | 2.º | 3.º | 4.º | 5.º | 6.º | 7.º | 8.º | 9.º | 10.º | 11.º | 12.º | 13.º | 14.º | 15.º |
| Puntos   | 20  | 17  | 15  | 13  | 11  | 10  | 9   | 8   | 7   | 6    | 5    | 4    | 3    | 2    | 1    |

Sistema de puntuación en 1992:
| Posición | 1.º | 2.º | 3.º | 4.º | 5.º | 6.º | 7.º | 8.º | 9.º | 10.º |
| Puntos   | 20  | 15  | 12  | 10  | 8   | 6   | 4   | 3   | 2   | 1    |

Sistema de puntuación de 1993 hasta 2022:
| Posición | 1.º | 2.º | 3.º | 4.º | 5.º | 6.º | 7.º | 8.º | 9.º | 10.º | 11.º | 12.º | 13.º | 14.º | 15.º |
| Puntos   | 25  | 20  | 16  | 13  | 11  | 10  | 9   | 8   | 7   | 6    | 5    | 4    | 3    | 2    | 1    |

### Carreras por año
(Carreras en negrita indica pole position; carreras en cursiva indica vuelta rápida)
| Año  | Cat.  | Equipo  | Moto   | 1       | 2       | 3       | 4       | 5       | 6      | 7      | 8      | 9       | 10      | 11     | 12     | 13      | 14      | 15    | Pts. | Pos. |
| ---- | ----- | ------- | ------ | ------- | ------- | ------- | ------- | ------- | ------ | ------ | ------ | ------- | ------- | ------ | ------ | ------- | ------- | ----- | ---- | ---- |
| 1991 | 250cc | Yamaha  | JPN 16 | AUS -   | USA -   | ESP -   | ITA -   | GER -   | AUT -  | EUR -  | NED    | FRA -   | GBR -   | RSM -  | CZE -  | VDM -   | MAL -   |       | -    | 0    |
| 1992 | 250cc | Yamaha  | JPN 24 | AUS -   | MAL -   | ESP -   | ITA -   | EUR -   | GER -  | NED -  | HUN -  | FRA -   | GBR -   | BRA -  | RSA -  |         |         |       | -    | 0    |
| 1993 | 250cc | Aprilia | AUS -  | MAL -   | JPN Ret | ESP -   | AUT -   | GER -   | NED -  | EUR -  | RSM -  | GBR -   | CZE -   | ITA -  | USA -  | FIM -   |         |       | 0    | -    |
| 1995 | 250cc | Aprilia | AUS -  | MAL -   | JPN 6   | ESP -   | GER -   | ITA -   | NED -  | FRA -  | GBR -  | CZE -   | BRA -   | ARG -  | EUR -  |         |         |       | 10   | 24.º |
| 1996 | 250cc | Aprilia | MAL 15 | INA Ret | JPN 13  | ESP 15  | ITA 20  | FRA Ret | NED 8  | GER 12 | GBR 12 | AUT Ret | CZE Ret | IMO 16 | CAT 15 | BRA Ret | AUS NC  |       | 22   | 20.º |
| 1997 | 250cc | Yamaha  | MAL 11 | JPN Ret | ESP 12  | ITA 15  | AUT Ret | FRA 10  | NED 8  | IMO 9  | GER 18 | BRA Ret | GBR Ret | CZE 14 | CAT 10 | INA 13  | AUS 11  |       | 47   | 13.º |
| 1998 | 250cc | Yamaha  | JPN 14 | MAL 15  | ESP 10  | ITA Ret | FRA Ret | MAD -   | NED NC | GBR -  | GER -  | CZE 18  | IMO 18  | CAT 14 | AUS 15 | ARG 14  |         |       | 14   | 24.º |
| 2000 | 250cc | Yamaha  | RSA -  | MAL     | JPN 8   | ESP -   | FRA -   | ITA -   | CAT -  | NED -  | GBR -  | GER -   | CZE -   | POR -  | VAL -  | BRA -   | PAC DSQ | AUS - | 8    | 27.º |
| 2001 | 250cc | Yamaha  | JPN -  | RSA -   | ESP -   | FRA -   | ITA -   | CAT -   | NED    | GBR -  | GER -  | CZE -   | POR -   | VAL -  | PAC 13 | AUS -   | MAL -   | BRA - | 3    | 29.º |
| 2002 | 250cc | Yamaha  | JPN 1  | RSA -   | ESP -   | FRA -   | ITA -   | CAT -   | NED -  | GBR -  | GER -  | CZE -   | POR -   | BRA -  | PAC -  | MAL -   | AUS -   | VAL - | 25   | 16.º |